# Gnaeus Domitius Ahenobarbus (Konsul 162 v. Chr.)

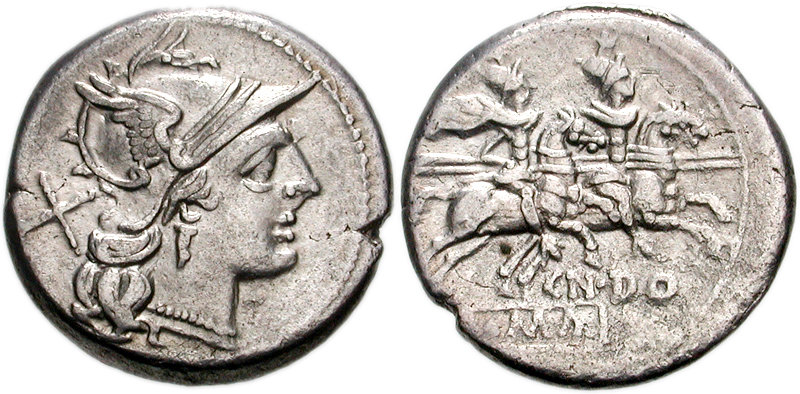
Wahrscheinlich von Gnaeus Domitius Ahenobarbus, dem Konsul von 162 v. Chr., in den 180er Jahren v. Chr. geprägte Münze. Vorderseite (links): Kopf der Roma mit Helm; Rückseite (rechts): reitende Dioskuren

Gnaeus Domitius Ahenobarbus war ein römischer Politiker im 2. Jahrhundert v. Chr.
Der Sohn des gleichnamigen Konsuls von 192 v. Chr. war seit 172 v. Chr., offenbar noch jung an Jahren, Pontifex. 169 und 167 v. Chr. ging er als Gesandter auf den Balkan (es könnte sich allerdings auch um seinen Vater gehandelt haben). 162 v. Chr. wurde er Suffektkonsul. Sein gleichnamiger Sohn war 122 v. Chr. Konsul.